# Sint-Stephanuskerk (Heel)
De Sint-Stephanuskerk is de parochiekerk van Heel, gelegen aan Kerkstraat 79, in de Nederlandse gemeente Maasgouw.
Op ongeveer 250 meter naar het zuidwesten staat de Sint-Annakerk van Huize Sint-Anna.

## Geschiedenis
Omstreeks 1100 werd de vierkante toren gebouwd in kolenzandsteen en Maaskeien. Vermoedelijk werd deze in de 13e eeuw verhoogd in tufsteen en mergelsteen, waarbij galmgaten in romaanse stijl werden toegepast. De vierkante toren heeft een achtkante spits.
De middeleeuwse kerk werd in fasen vervangen door een neogotisch bouwwerk. Architect was Caspar Franssen. Het priesterkoor en het transept zijn van 1901, het pseudobasilicale schip is van 1907. Deze gebouwen werden aan de buitenzijde met mergelsteen bekleed. Vier 15e-eeuwse hardstenen pilaren met Maaskapitelen werden daarbij opnieuw benut. De kerk leed eind 1944 enige oorlogsschade, die in 1948-1949 werd hersteld.

## Interieur
De kerk bezit een hardstenen romaanse doopvont (einde 12e eeuw), een Sint-Anna-te-drieën (begin 16e eeuw), een preekstoel (1705) en twee biechtstoelen (1730 en 1734). De kerkbanken zijn 17e- of 18e-eeuws. De glas-in-loodvensters werden voornamelijk vervaardigd door het Atelier F. Nicolas en Zonen. Ook Max Weiss vervaardigde een dergelijk venster. Er zijn klokken uit 1380, 1450 en twee uit 1524. Het orgel is van 1928 en werd vervaardigd door de firma Vermeulen.
In de muur van het kerkhof werden vijf grafkruisen uit de 17e en 18e eeuw ingemetseld.

## Exterieur
De kerk wordt omringd door het oude kerkhof. Onderzoek uit 2020-2021 wees uit dat het een van de meer bijzondere kerkhoven in Limburg is. Niet alleen vanwege de ouderdom van diverse graven (de oudste zijn uit de 17e eeuw), maar ook vanwege de verscheidenheid. Zo is er bijvoorbeeld een grafkelder van de familie Hermans, ter hoogte van het zuidelijke transept, en dient het hoge grafkruis van pastoor-kanunnik Heldens als absoutekruis. De bijzondere staat van het kerkhof is waarschijnlijk te verklaren door de ligging op de hoge maasoever –waardoor het mindere drassig is- en het feit dat de kerk in 1944 niet door de Duitse bezetter werd gedynamiteerd.